# 진 영공 (영진)
진 영공(秦 靈公, ? ~ 기원전 415년)은 중국 춘추 시대 진(秦)나라의 군주로, 회공(懷公)의 태자 소자(昭子)의 아들이다.

## 생애
회공 4년(기원전 425), 회공의 서장자 조(鼂)가 대신들과 규합하여 회공을 포위하니 회공은 스스로 목숨을 끊었다. 본래 태자 소자(昭子)가 뒤를 이어야 하였으나 소자 또한 일찍 죽었으므로, 대신들은 영공을 추대하였다.
영공 6년(기원전 419), 위(魏)나라가 소량(少梁)에 성을 쌓자 이를 공격하였다.
영공 10년(기원전 415), 적고(籍姑)에 성을 쌓았다. 영공은 이 해에 죽었다.
| 전임 회공 | 제20대 중국 진나라의 군주 기원전 424년 ~ 기원전 415년 | 후임 간공 도자 |